# 2029
- Wikisource

| Calendário gregoriano                                                        | 2029 MMXXIX                          |
| Ab urbe condita                                                              | 2782                                 |
| Calendário arménio                                                           | 1479 – 1480                          |
| Calendário bahá'í                                                            | 185 – 186                            |
| Calendário budista                                                           | 2573                                 |
| Calendário chinês                                                            | 4725 – 4726 Início a 13 de fevereiro |
| Calendário copta                                                             | 1745 – 1746                          |
| Calendário etíope                                                            | 2021 – 2022                          |
| Calendários hindus - Vikram Samvat - Calendário nacional indiano - Cáli Iuga | 2084 – 2085 1950 – 1951 5129 – 5130  |
| Calendário Holoceno                                                          | 12029                                |
| Calendário islâmico                                                          | 1451 – 1452                          |
| Calendário judaico                                                           | 5789 – 5790                          |
| Calendário persa                                                             | 1407 – 1408 Início a 20 de março     |
| Calendário rúnico                                                            | 2279                                 |
| Calendário solar tailandês                                                   | 2572                                 |

2029 (MMXXIX, na numeração romana) será um ano comum do século XXI que começará numa segunda-feira, segundo o calendário gregoriano. A sua letra dominical será G. A terça-feira de Carnaval ocorrerá a 13 de fevereiro e o domingo de Páscoa a 1 de abril. Segundo o horóscopo chinês, será o ano do Galo, começando a 13 de fevereiro.

| Evento                                                   | Data            | Hora  |
| -------------------------------------------------------- | --------------- | ----- |
| Aquário                                                  | 19 de janeiro   | 19:01 |
| Peixes                                                   | 18 de fevereiro | 09:08 |
| primavera no hemisfério norte e outono no hemisfério sul |                 |       |
| Carneiro/equinócio                                       | 20 de março     | 08:02 |
| Touro                                                    | 19 de abril     | 18:56 |
| Gémeos                                                   | 20 de maio      | 17:56 |
| verão no hemisfério norte e inverno no hemisfério Sul    |                 |       |
| Caranguejo/solstício                                     | 21 de junho     | 01:48 |
| Leão                                                     | 22 de julho     | 12:42 |
| Virgem                                                   | 22 de agosto    | 19:52 |
| Outono no Hemisfério Norte e Primavera no Hemisfério Sul |                 |       |
| Balança/equinócio                                        | 22 de setembro  | 17:39 |
| Escorpião                                                | 23 de outubro   | 03:08 |
| Sagitário                                                | 22 de novembro  | 00:50 |
| inverno no hemisfério norte e verão no hemisfério sul    |                 |       |
| Capricórnio/solstício                                    | 21 de dezembro  | 14:14 |

| UTC: Portugal Continental, Madeira, Guiné-Bissau e São Tomé e Príncipe Subtrair (-): 1 h nos Açores e Cabo Verde 2 h nas Ilhas oceânicas brasileiras 3 h em Brasília, em Goiás, na Amazônia Oriental Brasileira e no nordeste, sudeste e sul brasileiros 4 h na Amazônia Ocidental Brasileira, Mato Grosso e Mato Grosso do Sul 5 h no Acre e sudoeste do Amazonas Adicionar (+): 1 h em Angola e Guiné Equatorial 2 h em Moçambique 8 h em Macau 9 h em Timor-Leste. |
| Adicionar uma hora durante a vigência do horário de verão: Portugal Continental : De 25 de março a 28 de outubro de 2029 |

| Ano completo                         |
| ------------------------------------ |
| Ano comum com início à segunda-feira |

## Eventos
- Ano do Galo de Terra, segundo o Horóscopo chinês.

### Janeiro
- 14 de janeiro - Eclipse solar parcial.[1]

### Abril
- 13 de abril - O asteróide 99942 Apophis passará a mais de 30 mil quilômetros (mais de 18,6 mil milhas) da Terra.[2]

### Junho
- 12 de junho - Eclipse solar parcial.[3]

- 26 de junho - Eclipse lunar total.[4]

### Julho
- 11 de julho - Eclipse solar parcial.[5]

### Dezembro
- 05 de dezembro - Eclipse solar parcial.[6]

- 20 de dezembro - Eclipse lunar total,[7] o segundo de dois eclipses gêmeos metônicos. O primeiro dos eclipses gémeos foi o eclipse lunar de Dezembro de 2010, ocorrido em 21 de dezembro de 2010. Os eclipses gémeos estão separados por 19 anos.

### Datas desconhecidas
- A cápsula do tempo digital 'Uma Mensagem da Terra' chega ao seu destino no planeta Gliese 581 c.

- A espaçonave New Horizons, da NASA, deve deixar o sistema solar.

## Na ficção

### Nos filmes
- Ghost in the Shell (1995)
- Logan (2017)
- "Oceanus: Act One" (2015)
- Perdido em Marte (2015)
- Planeta dos Macacos (2001)
- Terminator 2: Judgment Day (1991)
- Terminator Genisys (2015)
- The Terminator (1984)
- "Tycus" (1998)

### Nos Livros
- Terminator Salvation: The Final Battle

- Vulcan's Hammer

### Na Televisão
- Guilty Crown

- How I Met Your Mother: Marshall Eriksen abre a carta de morte de sua esposa (Lily Aldrin) em 1 de novembro de 2029, apesar de ela não estar morta.

- Race to Mars

### Nos Video games
- Deus Ex: Mankind Divided

- Homefront: The Revolution
- Criminal Case: Travel in Time
- Watch Dogs: Legion

## Epacta e Idade da Lua
| Epacta gregoriana | 14 (XIV) |
| Idade da Lua      | Letra p  |